# Économie de plantation

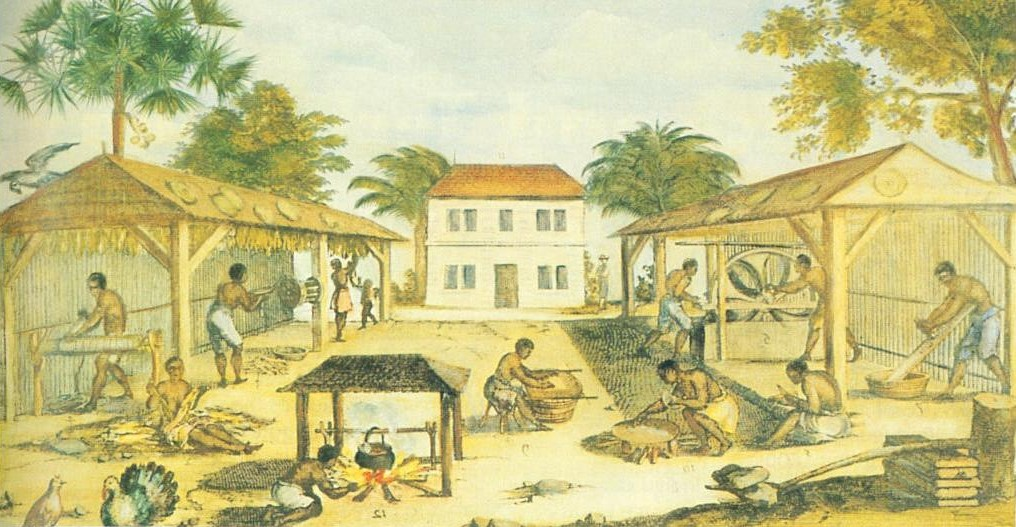
Dessin de 1670 montrant des esclaves travaillant le tabac dans une plantation coloniale.

Cet article court présente un sujet plus développé dans : Plantation.
L'économie de plantation, ou société de plantation, est une société dont le fondement socioéconomique est la pratique d'une agriculture à vocation spéculative dans des grandes plantations (ou "habitation" dans le contexte colonial français). Le terme est surtout employé pour désigner les anciennes colonies à sucre développées par les puissances européennes en Amérique et aux Mascareignes, et initialement fondées sur l'esclavagisme. Elle s'oppose à l'économie vivrière qui privilégie l'autosuffisance des paysans.

## Histoire
L'économie de plantation existe depuis au moins le xiie siècle, les Vénitiens, les chevaliers Teutoniques, les Templiers et les Normands ayant pratiqué l'économie de plantation pour le sucre près de Tripoli, en Italie du sud et en Sicile dès cette époque. Ce modèle économique s'applique ensuite dans les colonies qui se mettent en place au xve siècle, notamment à Sao Tomé-et-Principe ; il est enfin massivement développé sur le continent américain et aux Caraïbes au XVIIIe siècle.
Les sociétés coloniales étaient axées autour de ces productions, avec leur hiérarchie, leur modes de fonctionnement et d'organisation sociale. Elles ont vu s'y confronter maîtres européens, esclaves, émancipés d'origine africaine et coolies ou engagés, principalement d'Europe.
De nombreux textes littéraires, notamment de William Faulkner, de Raphaël Confiant, de Patrick Chamoiseau, d'Edouard Glissant, de Khal Torabully et de David Dabydeen prennent pour cadre ces plantations qui induisent un comportement particulier face à l'exil, l'enracinement, l'exploitation et la diversité culturelle.
On parle de « plantocratie » pour définir le type d'organisation sociale induite dans les plantations à l'époque des Empires coloniaux.